# Río Amarillo (Honduras)
Rio amarillo también conocido como La Castellona o La Canteada, es un sitio arqueológico de la cultura maya localizado en el departamento de Copán Honduras que data del periodo clásico mesoamericano. Las estructuras encontradas dan a conocer que fue una ciudad de relativo tamaño y que esta que funcionó como un punto de paso de los viajeros mayas durante sus jornadas. 

## Historia
Se cree que el sitio fue habitado por primera vez en el ̩400 a. C. y aunque desde su inicio se hicieron importantes proyectos de construcción de estructuras no fueron tan grandes o complejas como las que se pueden apreciar en el Parque Arqueológico de Copán o el  Puente, por ello se afirma que este sitio es contemporáneo temprano del Copán pre-dinástico. 
Se cree que éste era un sitio de paso que los mayas utilizaban en su camino entre los valles de El Florido (Honduras) y El Motagua (Guatemala), su estructura goza de una impresionante construcción que brinda algún atisbo acerca de las técnicas constructivas aplicados por sus antiguos edificadores. El sitio refleja la súbita caída de la cultura maya ya que algunas de las edificaciones están a medio terminar. Esto ayudó a los arqueólogos a meditar en la técnica aplicada para obtener la perfecta colocación de las piedras, el tallado de las mismas, las herramientas empleadas, los materiales para lograr su adhesión y por supuesto el impacto ambiental de todo esto.

## Hallazgos
El sitio posee 53 estructuras que están organizadas en plazas, patios y terrazas. Además cuenta con una zona Residencial, una central y una ceremonial. Se han encontrado alrededor de 145 entierros con restos humanos de antiguos habitantes Mayas, que por las joyas, ropas y demás objetos de valor encontrados con ellos se cree que eran de la élite de Copán. Dentro de los pasajes subterráneos se pueden encontrar mascarones de estuco que aun preservan su pintura original similar al templo Rosalila. 